# Lerneca
Lerneca is een geslacht van rechtvleugeligen uit de familie krekels (Gryllidae). De wetenschappelijke naam van dit geslacht is voor het eerst geldig gepubliceerd in 1869 door Francis Walker.

## Soorten
Het geslacht Lerneca omvat de volgende soorten:
- Lerneca funebris Hebard, 1928
- Lerneca fuscipennis Saussure, 1874
- Lerneca inalata Saussure, 1874
- Lerneca occidentalis Gorochov, 2007
- Lerneca ornata Desutter-Grandcolas, 1992
- Lerneca varipes Walker, 1869